# The Natural History and Antiquities of Selborne
The Natural History and Antiquities of Selborne (La Historia Natural y las Antigüedades de Selborne), o solo The Natural History of Selborne, es un libro del párroco naturalista inglés Gilbert White (1720-1793). Fue publicado por primera vez en 1789 por su hermano Benjamín. Se ha reimpreso sin interrupción desde entonces, con casi 300 ediciones hasta 2007.
El libro se publicó tarde en la vida de White, era una compilación de sus cartas a otros naturalistas: Thomas Pennant y Daines Barrington; un "Calendario del naturalista" (en la segunda edición) que comparaba las observaciones fenológicas hechas por White y William Markwick de las primeras aparicionesde diferentes animales y plantas a lo largo del año; y observaciones de la historia natural organizadas más o menos sistemáticamente por especies y grupos. Un segundo volumen, reimpreso con menos frecuencia, cubría las antigüedades de Selborne. Algunas de las cartas nunca se enviaron a sus destinatarios, se escribieron solo para el libro. 
La Historia Natural de White fue bien recibida, tanto por la crítica contemporánea como por el público, y continuó siendo admirada por muy diversas figuras literarias de los siglos XIX y XX. Su trabajo ha sido considerado una contribución precoz a la ecología y, en particular, a la fenología. El libro se caracteriza por su encanto y aparente sencillez, y por la forma en que crea una visión de la Inglaterra preindustrial. 

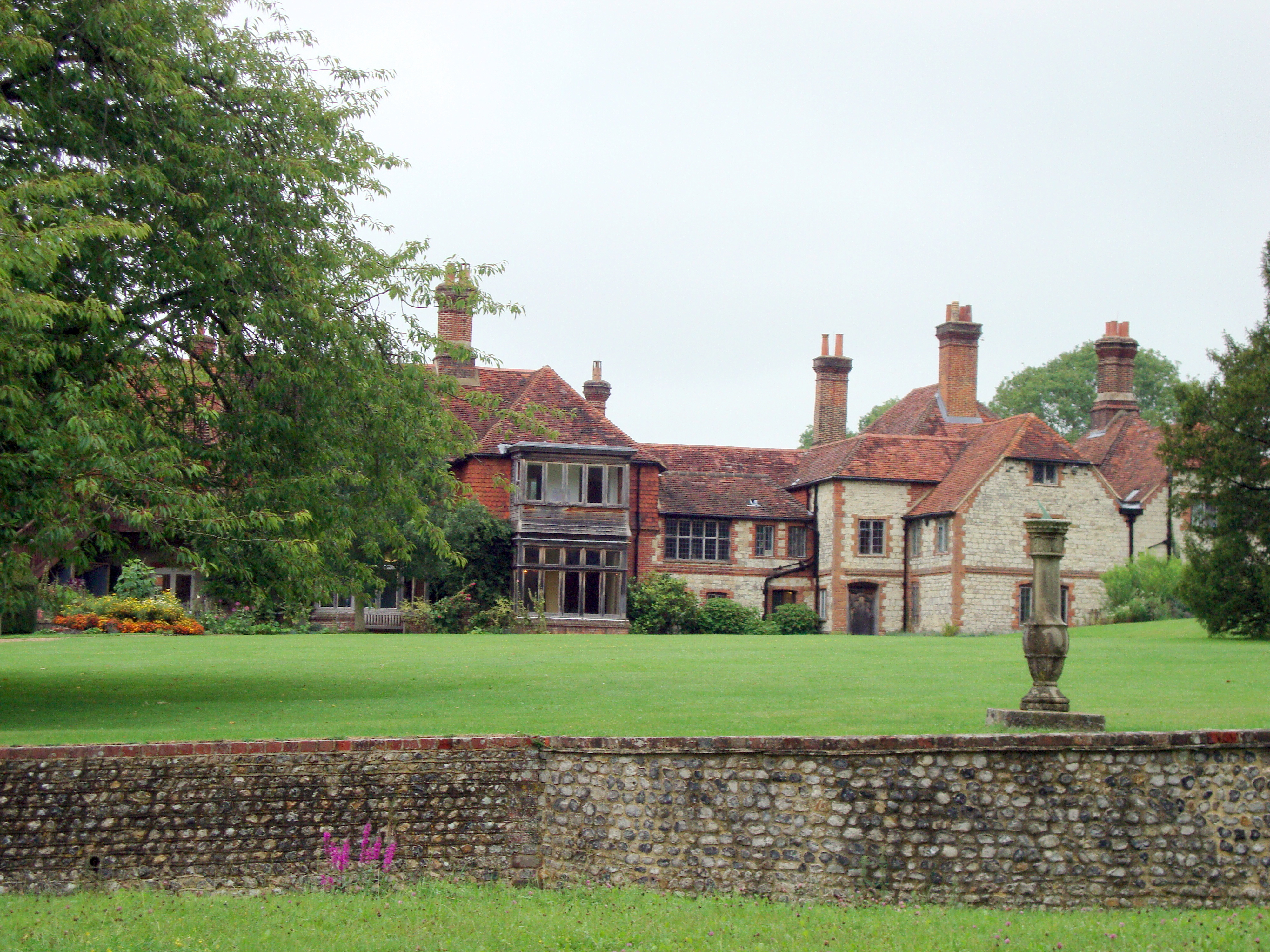
The Wakes, la casa museo de White. Vista posterior.

El manuscrito original se ha conservado, y se exhibe en el museo Gilbert White en The Wakes, Selborne. 

## Descripción
La parte principal del libro, la Historia Natural, se presenta como una compilación de 44 cartas personales a Thomas Pennant, destacado zoólogo británico de la época, y 66 cartas a Daines Barrington, abogado y miembro de la Royal Society. En estas cartas, White detalla la historia natural del área alrededor de la casa familiar, en la vicaría de Selborne, condado de Hampshire.
Muchas de las 'cartas' nunca se enviaron por correo, se escribieron a propósito para el libro. Según señala Patrick Armstrong, en su libro The English Parson-Naturalist, "un ejemplo obvio es la primera, para Thomas Pennant, que está ideada claramente, ya que presenta la parroquia, resumiendo brevemente su posición, geografía y sus principales características físicas". El biógrafo de White, Richard Mabey, estima que hasta 46 de las 66 cartas a Daines Barrington "probablemente nunca se enviaron por correo "; Mabey explica que es difícil ser más preciso debido a la extensa producción de White. Algunas de las cartas que no se enviaron están fechadas. Algunas fechas se han modificado. Algunas se han recortado, o dividido en otras más cortas; fusionado o distribuido a retazos dentro de otras cartas. Una sección sobre aves insectívoras en una carta enviada a Barrington en 1770 aparece en el libro como la carta 41 a Pennant. Los comentarios personales se han eliminado por completo. Por lo tanto, si bien el libro se basa genuinamente en cartas a Pennant y Barrington, su estructura es un recurso literario.
Como recopilación de cartas y otros materiales, el libro en su conjunto tiene una estructura desigual. La primera parte es una secuencia de 'cartas' similar a un diario, con las interrupciones y divagaciones que surgen de forma natural. El segundo es un calendario, organizado para los eventos fenológicos del año. El tercero es una colección de observaciones, organizadas por grupos y especies de animales o plantas, con una sección sobre meteorología. La estructura, aparentemente laberíntica del libro está, de hecho, delimitada por secciones de apertura y cierre, dispuestas al igual que el resto, como cartas que "dan forma y escala e incluso una apariencia de estructura narrativa a lo que de otro modo habría sido una antología informe".

## Ilustraciones
La primera edición fue ilustrada con obras del artista suizo Samuel Hieronymus Grimm, grabadas por William Angus y aguatintadas. Grimm había vivido en Inglaterra desde 1768 y era un artista bastante famoso, cobraba 2½ guineas por semana. Se quedó en Selborne durante los veintiocho días que duró el proceso, y White escribió que trabajó muy duro en veinticuatro de los dibujos. White también describió el método de Grimm, que consistía en esbozar el paisaje con lápiz de grafito, después poner el sombreado y finalmente agregar una ligera capa de acuarela. Varios grabadores, incluidos W. Angus y Peter Mazell, intervinieron en el grabado de las ilustraciones —sus firmas quedaron plasmadas en la parte inferior derecha.

## Estructura

### La Historia Natural de Selborne

#### Cartas a Thomas Pennant
De las cuarenta y cuatro cartas escritas a Thomas Pennant, las nueve primeras nunca se enviaron, por lo tanto, no tienen fecha. De las enviadas, la primera, la carta número 10, que ofrece una descripción general de Selborne, está fechada el 4 de agosto de 1767; la última, la carta número 44 sobre palomas torcaces, está fechada el 30 de noviembre de 1780. No se sabe cómo se hicieron amigos los dos hombres, ni siquiera si se llegaron a conocer; White escribe en repetidas ocasiones que le gustaría reunirse "para tener una pequeña charla cara a cara después de haber mantenido correspondencia tan abiertamente durante varios años", por lo que es seguro que no se reunieron durante largos períodos, y hasta es posible que nunca se reunieran. Las cartas se editaron de la misma forma en que fueron enviadas; por ejemplo, la carta 10, tal y como se publicó, tenía un incómodo párrafo introductorio de agradecimiento a Pennant que White eliminó de la versión publicada.

#### Cartas a Daines Barrington
Las sesenta y seis cartas al abogado Daines Barrington ocupan la mitad del libro. La carta número 1, sobre aves de paso de verano, está fechada el 30 de junio de 1769; La carta 66, sobre tormentas eléctricas, el 25 de junio de 1787. Por lo tanto, las cartas de Barrington se superponen en gran medida al marco temporal con las de Pennant, pero comenzaron y terminaron algo más tarde. Fue Barrington quien le sugirió a White que escribiera un libro a partir de sus observaciones; aunque Pennant había mantenido correspondencia con White durante un tiempo, confiaba en White para obtener información de historia natural para sus propios libros y, según sugiere el biógrafo de White, Richard Mabey, debió querer que White continuara siendo su fuente de información, no un autor rival. A Barrington le gustaba teorizar sobre el mundo natural, sin embargo tenía poco interés en hacer observaciones por sí mismo y tendía a aceptar los hechos afirmados sin cuestionarlos.
Uno de los protagonistas de las cartas era una tortuga:

La vieja tortuga, que mencioné en una carta anterior, todavía continúa en este jardín, se retiró bajo tierra alrededor del 20 de noviembre, y volvió a salir durante un día, el 30. Ahora yace enterrada en un rincón húmedo y pantanoso bajo un pared orientada al sur, y está envuelta en barro y fango.

La carta 65 describe el verano de 1783 como:

asombroso y portentoso, y lleno de fenómenos horribles; pues, además de los alarmantes meteoritos y las tremendas tormentas que atemorizaron y angustiaron a los diferentes condados de este reino, la peculiar bruma, o niebla humeante, que prevaleció durante muchas semanas en esta isla y en todas partes de Europa, e incluso más allá de sus fronteras, tenía una apariencia de lo más extraordinaria, diferente a cualquier cosa que el hombre haya conocido... El sol, al mediodía, se veía tan blanco como una luna nublada, y arrojaba una luz ferruginosa sobre la tierra y los suelos de las habitaciones; pero era particularmente espeluznante al amanecer y al ocaso, de color sangre. Durante todo este tiempo, el calor ha sido tan intenso que la carne del carnicero apenas se podía comer al día siguiente de ser sacrificada...

La causa de estos fenómenos fue la erupción del volcán Laki en Islandia entre el 8 de junio de 1783 y febrero de 1784. La devastadora erupción mató a la quinta parte de la población de Islandia y los gases tóxicos emitidos se extendieron por todo el hemisferio norte. Solo en Gran Bretaña murieron más de 20000 personas durante el verano descrito por White.